# Гернінг
Гéрнінг (дан. Herning; вимова: [ˈhɛɐ̯ne̝ŋ]) — головне місто та адміністративний центр муніципалітету Гернінг. Населення Гернінга становить 51,312 осіб (1 січня 2024 року), що робить Гернінг 11-м за чисельністю населення містом у Данії.

## Історія
Гернінг заснований на початку 1790-х років, у період меліорації, як комерційний центр, що надавав товари та послуги фермерам у цьому районі. Пізніше в місті та його околицях розвинулася текстильна промисловість. Ця галузь була основною економічною діяльністю Гернінга. В 1913 році місто стало ярмарковим центром. Сьогодні має більш диверсифіковану промислову базу. Тут розташований «Messecenter Herning» — найбільший виставковий центр у Скандинавії.
У 2009 році Гернінг приймав чемпіонат світу з боротьби.

## Транспорт

### Дорожня та залізнична інфраструктура
Гернінг є вузлом як автомобільного, так і залізничного транспорту в центральній Ютландії. Залізничні лінії, що перетинають півострів, перетинаються на залізничній станції Гернінг, головній залізничній станції міста, звідки можна дістатися до Вайле, Орхуса, Есб'єрга та Гольстебро. Також є кілька щоденних поїздів до Копенгагена. Місто також обслуговується залізничними зупинками Birk Centerpark та Herning Messecenter.
Гернінг розташований на перетині трьох основних доріг: автошлях 18, який перетинає півострів Ютландія з південного сходу на північний захід; автошлях 15, який перетинає півострів від Орхуса на сході до Рінгкобінга на заході; і автошлях 12, від Есб'єрга на південному заході до Віборга на північний схід.

### Аеропорт
Гернінг обслуговує аеропорт Midtjylland, розташований за 25 км на північний схід від міста. Є кілька рейсів на день, що сполучають його з аеропортом Копенгагена.

## Галерея

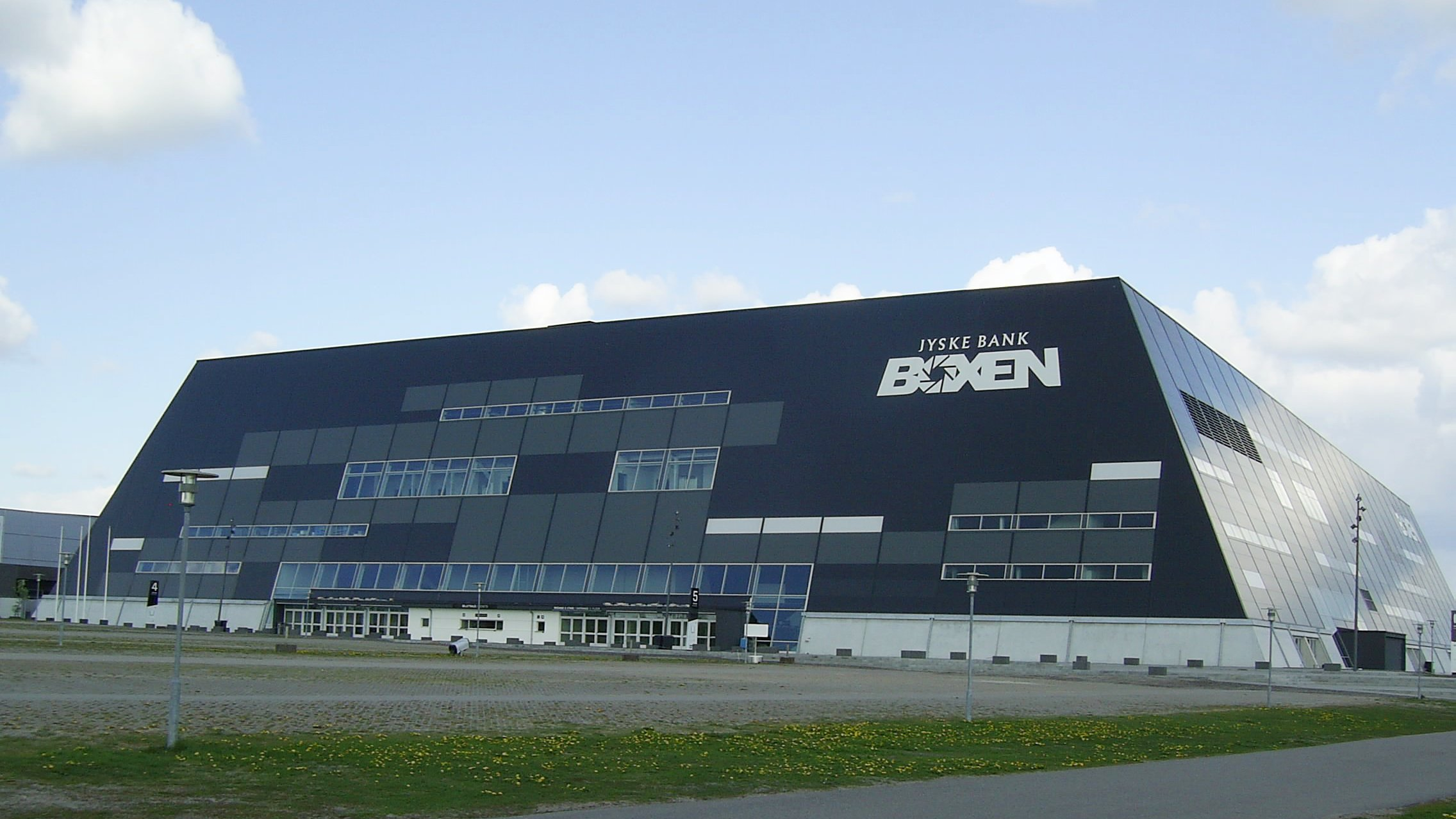
Крита спортивна арена Jyske Bank Boxen
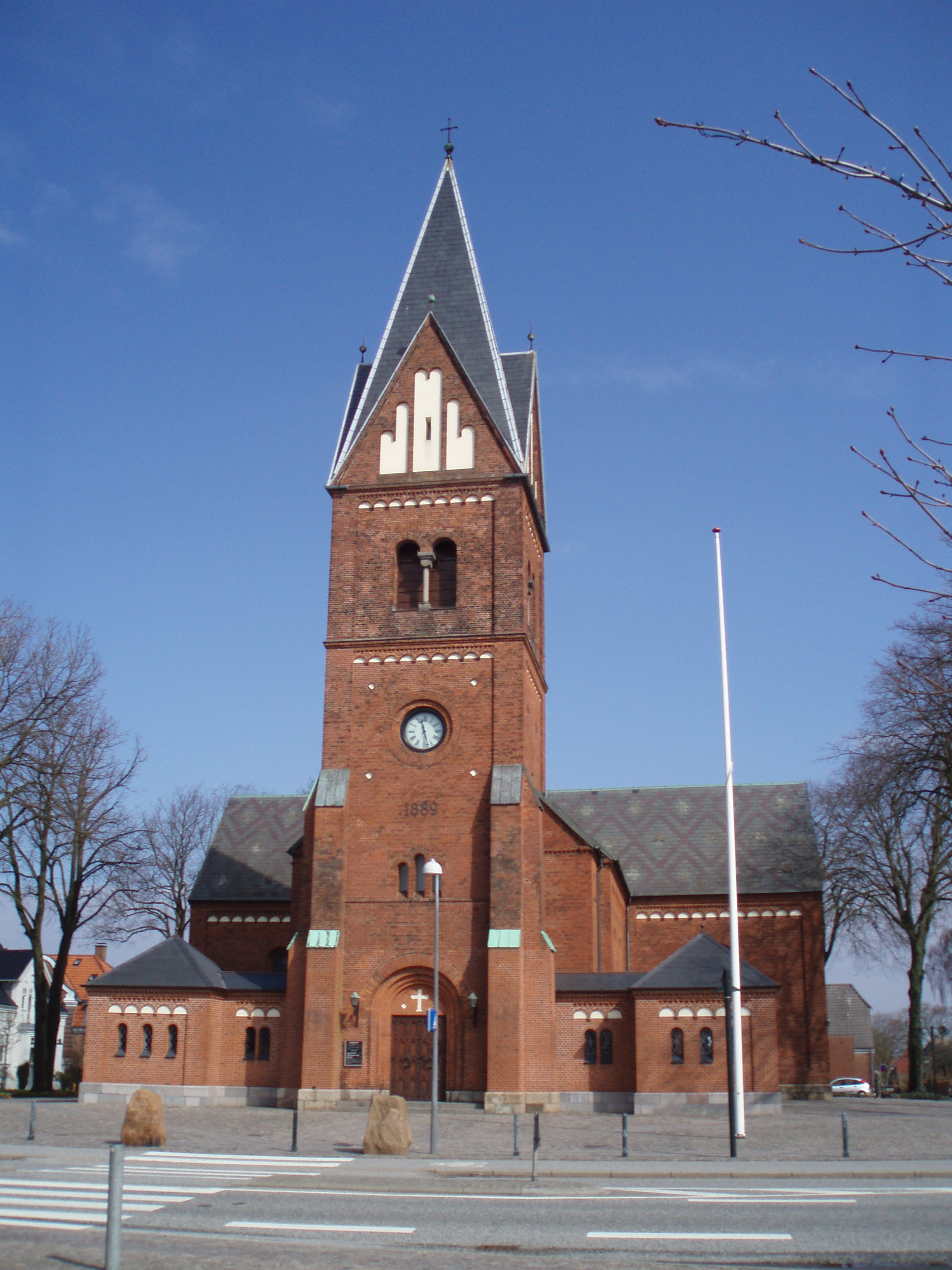
Церква
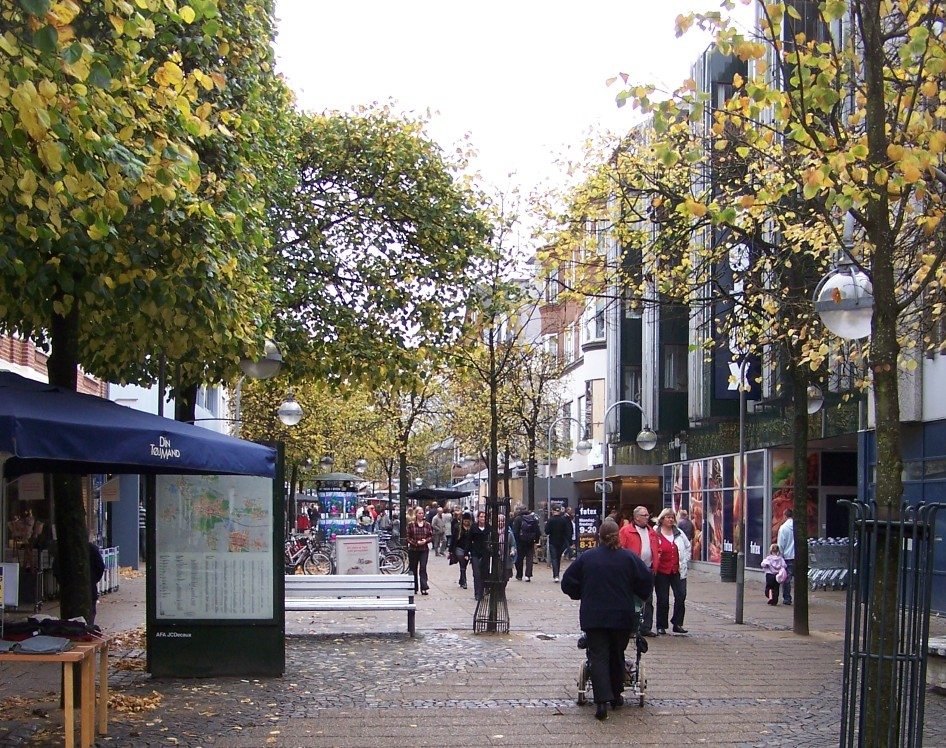
Центральна частина міста